# Sinodrepanus besucheti
Sinodrepanus besucheti là một loài bọ cánh cứng trong họ Bọ hung (Scarabaeidae).